# 4,4-dimetilheptano
El 4,4-dimetilheptano es un alcano de cadena ramificada con fórmula molecular C9H20.